# Educação na Póvoa de Varzim
A Póvoa de Varzim tem várias escolas públicas, paroquiais e independentes espalhadas pela cidade e áreas rurais. A maioria das escolas do ensino básico (do primeiro ao terceiro ciclo, no gráfico 1.º C, 2.º C. e 3.º C) e jardins-de-infância estão reunidas em quatro agrupamentos verticais: Flávio Gonçalves, Cego do Maio, Campo Aberto e Aver-O-Mar. Estes agrupamentos reúnem escolas de diferentes espaços do concelho e são encabeçados pelas escolas EB 2/3 que deram o nome aos respectivos agrupamentos. Em termos de escolas independentes destacam-se o Grande Colégio da Póvoa de Varzim na área urbana e a Escola Agrícola Campo Verde.
O Colégio do Sagrado Coração de Jesus, onde estudou Agustina Bessa-Luís enquanto jovem, era um colégio de religiosas onde estudavam as meninas da classe alta dos pescadores, mas que acabou por fechar e as religiosas abandoram a cidade. A escola foi adquirida pela Paróquia da Matriz que a irá reabrir no ano lectivo de 2007-2008 tendo como objectivo ser novamente uma escola de topo.
O ensino secundário na Póvoa de Varzim inicia-se em 1882 para responder a uma comunidade que prosperava devido à indústria da pesca e turística. É assim criado o Instituto Municipal com as cadeiras de Português, Francês, Latim, Geometria, História e Instrução Primária Complementar. O Instituto Municipal tornou-se na génese do Liceu Nacional criado em 1904, actual Escola Secundária Eça de Queirós, que mantém a sua vocação humanista. 
Em 1892, é criada a Associação Comercial que tratou de imediato criar aulas de escrituração mercantil e contabilidade comercial que será a génese da Escola Comercial de Rocha Peixoto, criada em 1924, que em 1940 altera a designação para Escola Industrial e Comercial, actual Escola Secundária Rocha Peixoto, uma escola que continua a empenhar-se na formação de profissionais.
O Instituto Politécnico do Porto mantém entre a Póvoa de Varzim e Vila do Conde a Escola Superior de Estudos Industriais e de Gestão (ESEIG), por cima da fronteira entre as duas cidades.
Os nível de analfabetismo para pessoas com 10 ou mais anos (no gráfico, Analf.) na Póvoa de Varzim reduziu-se entre 1991 e 2001 de 7 para 5,9 por cento. Um pouco mais de um quarto da população já tem habilitações a nível secundário (no gráfico E.Sec.), médio (no gráfico, Méd.) ou superior (no gráfico, Sup.).